# خلية وقود الأكسيد الصلب

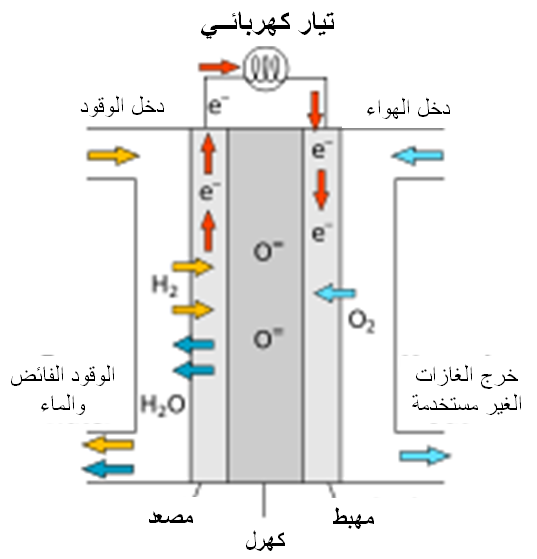
مخطط خلية وقود الأكسيد الصلب

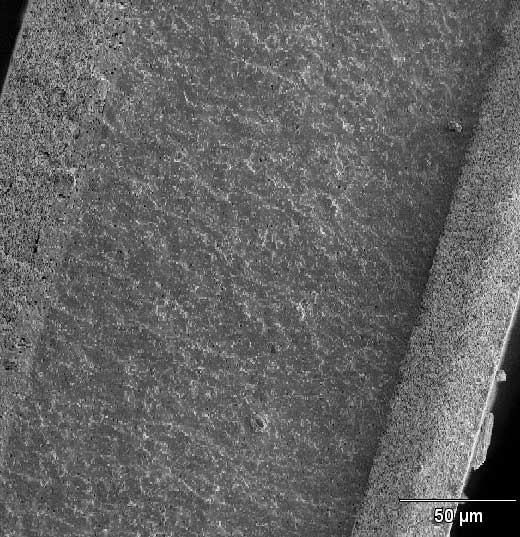
صورة مكبرة للطبقات الخزفية الثلاثة

خلية وقود الأكسيد الصلب (بالإنجليزية: solid oxide fuel cell)‏ اختصاراً SOFC هي جهاز تحويل كهروكيميائي ينتج الكهرباء مباشرة عن طريق أكسدة الوقود. تتميز هذه الخلايا بمادتها الكهرل حيث كما يوضح الاسم فإنها تستخدم الأكسيد الصلب، أو خزف. من محاسن هذا النوع من خلايا الوقود هو كفائتها العالية، واستقرارها لفترات طويلة، استقرار الوقود، قلة الانبعاث، وانخفاض الكلفة. من أكبر مساوئها هو درجة حرارة التشغيل العالية والتي تؤدي إلى طول في فترة الإقلاع، بالإضافة إلى مسائل تتعلق بالتوافقية الميكانيكية – الكيميائية.

## مقدمة
تتنوع تطبيقات خلايا وقود الأكسيد الصلب بدءاً من استخدامها كوحدة تزويد مساعدة للطاقة في السيارات إلى محطات توليد الطاقة الثابتة التي يتراوح خرجها بين 100 واط إلى 2 ميغا واط. تعمل هذه الخلايا على درجة حرارة عالية، عادة بين 500 و 1000 درجة سيلسيوس. وتكون قيمة الكفاءة لخلية واحدة حوالي 60%. إلا أن الغازات الناتجة من الممكن استخدامها ليتم حرقها مرة أخرى وتشغيل عنفة غازية من أجل تحسين الكفاءة الكهربائية، مما يرفع الكفاءة إلى قيم قد تصل إلى 85% في مثل هذه الأنظمة الهجينة التي يطلق عليها اسم جهاز الطاقة والحرارة المدمجة combined heat and power واختصاراً CHP.
في هذه الأنواع من الخلايا تمتزج أيونات الأكسجين عادة ضمن مادة أكسيد كهرلي عند درجة حرارة مرتفعة للتتفاعل من الهيدروجين على طرف المهبط.
نظراً لدرجة حرارة التشغيل المرتفعة للخلية، فإنه لا حاجة لاستخدام كهرل غالي كما في حال خلايا وقود تبادل البروتونات (التي تستخدم البلاتين) ومعظم الأنواع الأخرى من خلايا الوقود العاملة عند درجة حرارة منخفضة. وبسبب درجة الحرارة المرتفعة هذه فإن الوقود سوف يتحول داخلياً عند المهبط على خلاف ما يحدث في خلايا وقود غشاء تبادل البروتونات حيث يحدث تسمم الكهرل بأحادي أكسيد الكربون. هذا يسمح لخلايا الأكسيد الصلب بالعمل على طيف أوسع من أنواع الوقود مثل الميتان، والبروبان، والبوتان والغاز الطبيعي، غازات التخمر، وغازات الكتلة الحيوية. إلا أنه يجب إزالة مركبات الكبريت الموجودة في الوقود قبل استخدامه في الخلية، ومن السهل عمل ذلك باستخدام سرير الكربون المنشط أو ماصات الزنك.
يتطلب التمدد الحراري تسخيناً بطيئاً ومنتظماً في البداية، عادة يتوقع لفترة 8 ساعات أو أكثر. التصاميم الميكروية الأنبوبية الحديثة تعد بسرعات تسخين ابتدائية أكبر، من الممكن أن تصل إلى مرتبة الدقائق.
على خلاف الكثير من خلايا الوقود فإن خلية الأكسيد الصلب قد تأخذ أشكال مختلفة. من أشهر الأشكال هي الشكل المستوي حيث تأخذ الخلية شكل الشطيرة، حيث يحشر الكهرل بين أقطاب الخلية. من الممكن أن تأخذ الخلية أيضاً شكلاً أنبوبياً حيث يمر الهواء أو الوقود داخل الأنبوب ويمر الغاز الآخر على السطح الخارجي للأنبوب. للتصميم الأنبوبي ميزة سهولة إحكام فصل الهواء عن الوقود. أما من ناحية الكفاءة فإن كفاءة التصميم المستوي يكون أعلى من كفاءة التصميم الأنبوبي بسبب انخفاض الممانعة النسبية للتصميم المستوي.

## عمل الخلية

مقطع عرضي لطبقات خلية وقود الأكسيد الصلب السيراميكية الثلاث. المهبط المسامي، الكهرل الكثيف، المصعد المسامي.

تتألف خلية وقود الأكسيد الصلب من أربع طبقات، يكون ثلاث منها من مواد خزفية. يكون سمك الخلية الواحدة المؤلفة من الطبقات الأربعة لا يتعدى بضعة ميليمترات. يتم ربط المئات من الخلايا على التسلسل لتشكيل ما يطلق عليه «مجموعة خلايا وقود الأكسيد الصلب» “SOFC stack.”. لا يتم تنشيط السيراميك المستخدم في تصنيع الخلايا أيونياً أو كهربائيا حتى تصل إلى درجة حرارة مرتفعة جداً تتراوح بين 600 و 1000 درجة سيلسيوس. يحصل اختزال جزيئات الأكسجين إلى أيونات الأكسجين عن المهبط. ثم ثنحل هذه الأيونات في كهرل الأكسيد الصلب لتنتقل إلى المصعد حيث تأكسد الوقود. في هذه العملية يحرر الماء بالإضافة إلى إلكترونين. هذه الإلكترونات تجري في الدارة الخارجية للخلية حيث تقوم بعملها. تعيد الكرة نفسها عند دخول الإلكترونات إلى المهبط مرة أخرى.

### مصعد
يجب أن تكون طبقة المصعد السيراميكية تحوي الكثير من المسام لكي تسمح بالوقود بالجريان نحو الكهرل. وبشكل مشابه للمهبط، يجب على المصعد أن ينقل الالكترونات مع وجود ناقلية للأيونات. أكثر المواد المستخدمة شيوعاً هي مادة السرميت Cermet التي تصنع من النيكل الذي يخلط مع المادة السيراميكية التي تستخدم في كهرل الخلية. يكون المصعد هو الطبقة الأثخن والأقوى في كل خلية، لأنه القطب الذي يحصل فيه أقل فقد كما أنه الطبقة التي تزود الدعم الهيكلي للخلية. وبشكل كهروكيميائي فإن وظيفة المصعد هي استخدام أيونات الأكسجين التي تنحل خلال الكهرل لأكسدة هيدروجين الوقود. حيث إن تفاعل الأكسدة بين أيونات الأكسجين والهيدروجين ينتج الماء والكهرباء.

### كهرل
يكون الكهرل على شكل طبقة كثيفة من السيراميك الناقل لأيونات الأكسجين. يجب الحفاظ على ناقليتها الكهربائية أقل ما يمكن لتجنب الفقد في التيار. تسمح حرارة التشغيل العالية للخلية بحركة نقل الأكسجين بشكل جيد من أجل رفع الكفاءة. إلا أنه مع انخفاض درجة حرارة التشغيل واقترابها من الحد الأدنى (600 درجة مئوية) يبدأ الكهرل بإبداء ممانعة لمرور أيونات الأكسجين مما يؤثر على الكفاءة. من أشهر الكهارل المستخدمة هو yttrium stabilized zirconia.

### مهبط
يكون المهبط أو قطب الهواء عبارة عن طبقة رقيقة متوضعة على الكهرل حيث يحدث تفاعل الاختزال للأكسجين. يتم كتابة التفاعل الكلي باستخدام ترميز كروغر-فينك على النحو التالي:
{\displaystyle {\frac {1}{2}}\mathrm {O_{2}(g)} +2\mathrm {e'} +{V}_{o}^{\bullet \bullet }\longrightarrow {O}_{o}^{x}}
يجب أن على مواد المهبط أن تكون على الأقل ناقلة للكهرباء. تستخدم حالياً مادة lanthanum strontium manganite بشكل شائع تجارياً لتصنيع الخلايا.

### طبقة الوصل
من الممكن أن تكون طبقات الوصل معدنية أو سيراميكية وتكون بين الخلايا، حيث مهمتها هي وصل الخلايا على التسلسل بحيث يتم تكامل الكهرباء المولدة في كل خلية لتوليد التيار الكلي. بسبب أن طبقة الوصل تكون معرضة لكلا تفاعلي الأكسدة والاختزال على طرفيها فيجب أن تكون خاملة كيميائياً لدرجة كبيرة. ولهذا يفضل استخدام السيراميك بشكل كبير في هذا المجال على المعادن.